# Ilia Coppi
Ilia Coppi (Sovicille, 6 settembre 1922 – Siena, 3 agosto 2016) è stata una partigiana e politica italiana.

## Biografia
Partigiana, diventa funzionaria di partito per la città di Siena, dove viene eletta nella I Legislatura nelle file del Partito Comunista Italiano. Nel 1953 termina la sua esperienza nazionale rientrando in Toscana dove ricopre il ruolo di assessore del comune senese, e successivamente quello di consigliere nel Consiglio regionale della Toscana, una delle due sole donne elette insieme a Loretta Montemaggi.